# Cyphanthera
Cyphanthera ist eine im südlichen Australien endemische Pflanzengattung aus der Familie der Nachtschattengewächse (Solanaceae). Sie besteht aus neun Arten.

## Beschreibung

### Vegetative Merkmale
Cyphanthera-Arten sind Sträucher mit einer stark ausgeprägten Behaarung. Diese kann fein, klebrig oder leicht oder auch wollig filzig sein, die Trichome sind drüsig, verzweigt oder baumartig verzweigt. Die Laubblätter sind meist aufsitzend, nur selten mit bis zu 10 mm langen Blattstielen versehen. Die Blattspreite ist eiförmig bis eng oder breit eiförmig, elliptisch bis eiförmig-elliptisch oder umgekehrt eiförmig, 5 bis 55 (selten bis 90) mm lang oder aber nur (1) 2 bis 7 (10) mm lang.

### Blütenstände und Blüten
Die Blüten stehen einzeln oder in kleinen zymösen Gruppen, traubigen, rispenartigen oder ährigen Blütenständen. Die Blütenstiele sind 0,5 bis 20 mm lang. Der Kelch ist 2 bis 7 (10) mm lang, die Krone trichterförmig bis glockenförmig und 5 bis 12 (22) mm lang. Die Kronlappen sind gleichgestaltig, gleich lang oder nur leicht länger oder kürzer als die Kronröhre. Die männlichen und weiblichen Blütenbestandteile stehen nicht über die Krone hinaus.
Die vier Staubblätter treten in zwei Formen auf, gelegentlich ist auch ein Staminodium vorhanden. Die Staubbeutel bestehen aus einer einzigen Theka, die 0,85 bis 1,3 mm lang ist. Die Narbe ist leicht zweilappig.

### Früchte und Samen
Die Früchte sind 3,5 bis 5 mm lange Kapseln, die scheidewand-fachspaltig aufspringen und vier Kammern besitzen und nur wenige (etwa sechs) Samen enthalten. Diese sind (1,6) 2,1 bis 3,5 mm lang, das Embryo ist beinahe gerade.

### Weitere Merkmale
Die Basischromosomenzahl beträgt {\displaystyle x=10}. Neben Tropan-Alkaloiden enthielten drei von acht untersuchten Arten vor allem für Tabak typische Alkaloide.

## Vorkommen

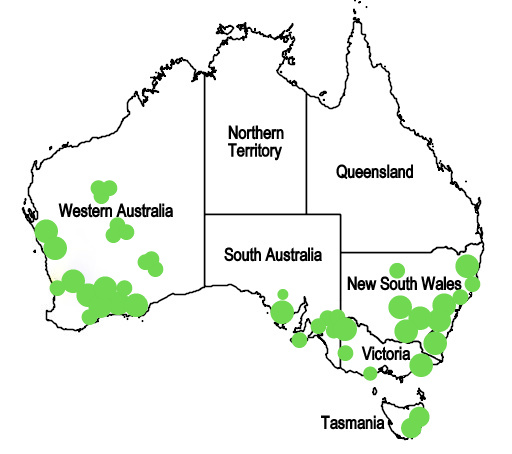
Verbreitungskarte der Gattung

Die Gattung wächst endemisch im gemäßigten Süden Australiens.

## Systematik
Die Gattung besteht aus neun Arten:
- Cyphanthera albicans (Cunn.) Miers (Syn.: Cyphanthera ovalifolia Endl.): Südöstliches Queensland bis nordöstliches Victoria.[1] Mit 3 Unterarten:
  - Cyphanthera albicans subsp. albicans
  - Cyphanthera albicans subsp. notabilis Haegi: New South Wales.[1]
  - Cyphanthera albicans subsp. tomentosa (Benth.) Haegi: New South Wales.[1]
- Cyphanthera anthocercidea (F. Muell.) Haegi: Victoria.[1]
- Cyphanthera microphylla Miers: Südwestliches Australien.[1]
- Cyphanthera miersiana Haegi: Zentrales Western Australia.[1]
- Cyphanthera myosotidea (F. Muell.) Haegi: Südöstliches South Australia bis nordwestliches Victoria.[1]
- Cyphanthera odgersii (F. Muell.) Haegi: Western Australia.[1]
- Cyphanthera racemosa (F. Muell.) Haegi: Westliches und südwestliches Western Australia.[1]
- Cyphanthera scabrella (Benth.) Miers (Syn.: Anthocercis scabrella Benth.): New South Wales.[1]
- Cyphanthera tasmanica Miers: Östliches Tasmanien.[1]